# Es-mineur
es-mineur of es klein (afkorting: E♭m) is een toonsoort met als grondtoon Es.

## Toonladders
De voortekening telt zes mollen: Bes, Es, As, Des, Ges en Ces. Het is de parallelle toonaard van Ges-majeur. De enharmonisch gelijke toonaard van es-mineur is dis-mineur.
Er bestaan vier mogelijke varianten van es-mineur:
- Natuurlijke mineurtoonladder: es - f - ges - as - bes - ces - des - es

- Harmonische mineurladder: es - f - ges - as - bes - ces - d - es

- Melodische mineurladder: es - f - ges - as - bes - c - d - es

- Zigeuner mineurladder: es - f - ges - a - bes - ces - d - es

## Bekende werken in es-mineur
- Das wohltemperierte Klavier (prelude en fuga nr. 8) - Johann Sebastian Bach
- Symfonie nr. 6 (1921-1923) - Nikolaj Mjaskovski
- Symfonie nr. 6 (1947) - Sergej Prokofjev